# Autoroutes du Sud de la France
Autoroutes du Sud de la France (ASF) is een grote private wegbeheerder in het zuiden en zuidwesten van Frankrijk.
ASF heeft een concessie die loopt tot en met 31 december 2036 voor de bouw en het onderhoud van een autosnelwegennet met een lengte 2737 kilometer. In ruil daarvoor mag ASF tolheffen.
In 1994 heeft ASF tolwegexploitant Société des Autoroutes Estérel, Côte d’Azur, Provence, Alpes (Escota) overgenomen. Escota had toen concessies voor het onderhoud van 459 kilometer autosnelweg in het zuidoosten van Frankrijk. Deze concessie loopt tot 31 december 2026.
ASF was beursgenoteerd maar is sinds 2006 volledig in handen van de Franse onderneming VINCI.